# Clara Christian (artista)
Clara Christian (27 de setembro de 1868 - 7 de junho de 1906) foi uma pintora britânica de naturezas mortas, interiores e paisagens.
Clara Christian nasceu em Middlesex, Inglaterra, em 1868. Foi instruída na Slade School of Fine Arts. Durante algum tempo, morou com a colega artista Ethel Walker. Tendo-se tornado amiga de George Moore, mudou-se para Dublin em 1901, e em 1905 casou-se com o arquitecto da cidade de Dublin, Charles McCarthy. Faleceu em 1906.